# Comune di Sydals
Il Comune di Sydals, fino al 1º gennaio 2007 è stato un comune danese situato nella contea dello Jutland Meridionale, il comune aveva una popolazione di 6 531 abitanti (2006) e una superficie di 95 km².
Capoluogo era la cittadina di Høruphav.
Dal 1º gennaio 2007, con l'entrata in vigore della riforma amministrativa, il comune è stato soppresso e accorpato ai comuni di Augustenborg, Broager, Gråsten, Nordborg e Sundeved per dare luogo al riformato comune di Sønderborg compreso nella regione della Danimarca Meridionale (Syddanmark).